# 劉淑蘭
劉淑蘭（1951年—），中華民國政治人物，民主進步黨籍，曾任臺中市議員。
於2001年由台中縣龍井鄉民代表順利轉戰議員並於2005年連任，但在2010年挑戰三連霸時以869票之些微差距成為落選頭、2014年回鍋參選時因無現任優勢再以1755票之小幅差距最高票落選。2016年6月22日因林汝洲涉嫌賄選被判當選無效、喪失議員資格而獲得遞補，並於同年7月11日宣誓就職，睽違5年半重返議會直至2018年底卸任，交棒給張家銨。

## 學歷
龍井初中、彰化女子高級中學

## 經歷
龍井鄉民代表
台中縣港龍慈善協會理事長

## 外部連結
台中縣議會